# Grogu
Din Grogu, conosciuto anche come il Bambino (in inglese The Child) e chiamato "Baby Yoda" dai fan e dai media, è un personaggio immaginario che compare nel franchise di Guerre stellari nella serie televisiva di Disney+ The Mandalorian. È un membro della stessa specie aliena di Yoda, un personaggio popolare dei film di Star Wars. È uno dei personaggi meno presenti nella serie, compare in quasi tutti gli episodi ma in pochissime scene. Il Bambino è stato ben accolto dal pubblico ed è rapidamente diventato un meme di Internet e un personaggio di successo.
Il vero nome di Grogu viene rivelato solo nel quinto episodio della seconda stagione della serie, quando il personaggio entra in connessione mentale con la jedi Ahsoka Tano e le rivela alcuni particolari della sua vita.

## Creazione e interpretazione
Il Bambino appartiene alla stessa specie aliena di Yoda (personaggio popolare dei precedenti film di Star Wars), ma non è una versione più giovane di Yoda. Il personaggio è stato ideato dal creatore della serie Jon Favreau, spinto dal desiderio di esplorare il mistero intorno a Yoda e alla sua specie. Il personaggio si è sviluppato già nelle prime conversazioni tra Favreau e Dave Filoni nell'estate del 2017, non molto tempo dopo che Favreau aveva presentato la serie televisiva a Kathleen Kennedy e lei lo aveva messo in contatto con Filoni. Quando i due si incontrarono, Filoni iniziò a fare degli scarabocchi e il risultato fu poi sviluppato da vari artisti, di cui la versione di Christian Alzmann fu fondamentale.
Il Bambino viene ripreso principalmente con gli animatroni e i burattini, anche se accentuato da immagini generate al computer (CGI). Il burattino è controllato da due tecnici, uno che gestisce gli occhi e la bocca e un altro che controlla altre espressioni facciali. I produttori esecutivi Favreau e Filoni inizialmente non erano sicuri se fare affidamento maggiormente sulla CGI o sugli effetti pratici per rappresentare il personaggio, ma il regista tedesco Werner Herzog (che ha anche interpretato Il Cliente nella serie) li ha convinti a usare più burattini, definendoli "codardi" per non essersi completamente impegnati negli effetti pratici.
(Jon Favreau)

## Biografia del personaggio

### Prima stagione
Nel primo episodio della serie, il protagonista cacciatore di taglie, Il Mandaloriano (Pedro Pascal), accetta una preziosa commissione dal Cliente (Werner Herzog), un misterioso ex funzionario imperiale, per localizzare e catturare un "bene prezioso" di cinquant'anni non identificato. Il Mandaloriano si infiltra in un accampamento remoto e difeso alacremente, sul pianeta deserto Arvala-7, dove trova il suo "bene prezioso", che sembra essere un bambino della stessa specie di Yoda. Quando il droide cacciatore di taglie e collega membro della gilda, IG-11 (Taika Waititi), tenta di uccidere il bambino su commissione, il Mandaloriano spara in testa al droide e porta via il Bambino. In Capitolo 2: Il Bambino, quando il Mandaloriano tenta di recuperare un uovo di un Mudhorn in cambio delle parti rubate della sua nave dai jawa (la Razor Crest), il Bambino usa la Forza per far sollevare la grande bestia, il mudhorn, permettendo così al Mandaloriano di ucciderlo e prendere l’uovo. Il Mandaloriano consegna con successo il Bambino al Cliente su Nevarro e raccoglie la grande ricompensa. In Capitolo 3: Il peccato, il Mandaloriano chiede quale sarà il destino del bambino, ma il Cliente si rifiuta di rivelarlo, ricordandogli che il codice della Gilda dei cacciatori di taglie impedisce che vengano fatte domande. Il mandaloriano accetta un nuovo lavoro dal capo della Gilda dei cacciatori di taglie, Greef Karga (Carl Weathers), ma sentendosi in colpa per aver consegnato il Bambino ritorna alla base del Cliente per salvarlo e sottrarlo agli studi del Dr. Pershing (Omid Abtahi). Al Mandaloriano viene tesa un'imboscata dagli altri cacciatori di taglie della Gilda e da Karga, ma riesce a fuggire con il Bambino quando gli altri Mandaloriani della Tribù arrivano inaspettatamente in sua difesa.
In Capitolo 4: Il rifugio, il Mandaloriano ha in programma di lasciare il Bambino nelle mani dei gentili abitanti del villaggio, sul pianeta scarsamente popolato Sorgan. Tuttavia, improvvisamente, un altro cacciatore di taglie cerca di uccidere il Bambino, il Mandaloriano capisce così che il villaggio non è un posto sicuro e decide di portarlo con sé. Il Mandaloriano salva successivamente il Bambino dall'aspirante cacciatore di taglie Toro Calican (Jake Cannavale) in Capitolo 5: Il pistolero, e dal pilota droide Zero (Richard Ayoade) in Capitolo 6: Il prigioniero.
In Capitolo 7: La resa dei conti, il Mandaloriano riceve una trasmissione da un disperato Karga, la cui città è stata invasa dal Cliente e dalle sue truppe imperiali, decise a recuperare il Bambino. Karga propone che il Mandaloriano usi il Bambino come esca per poter uccidere il Cliente e liberare la città, in cambio Karga revoca la taglia posta su di loro. Il Mandaloriano recluta diversi alleati tra cui l'ex soldato dell'Alleanza Ribelle, diventata una mercenaria Cara Dune (Gina Carano), l'agricoltore e meccanico ugnaught Kuiil (Nick Nolte) (che lo aveva aiuto a trovare il Bambino) e IG-11, che era stato ricostruito e riprogrammato da Kuiil. Quando Cara e il Mandaloriano fanno braccio di ferro, il Bambino scambia Cara per un nemico e inizia a soffocarla con l'utilizzo della Forza, ma il Mandaloriano lo ferma. Greef è ferito e il Bambino lo guarisce usando la Forza, quindi Greef rivela che stava pianificando di tradirli fino a quando il Bambino non lo ha guarito. Il Mandaloriano rimanda Kuiil sulla sua nave con il Bambino, mentre lui, Cara e Greef si dirigono in città per uccidere il Cliente. Kuiil viene ucciso dagli stormtrooper, che prendono il Bambino su ordine di Moff Gideon (Giancarlo Esposito). In Capitolo 8: Redenzione, IG-11 salva il Bambino dai soldati, per poi trovare l'equipaggio del Mandaloriano assediato da Gideon e dai suoi stormtrooper. Il Bambino usa la Forza per deviare il fuoco di un lanciafiamme di uno stormtrooper, il gruppo ha occasione di fuggire attraverso un accesso fognario e cercare aiuto dai Mandaloriani nascosti. L'Armaiola (Emily Swallow) incarica il Mandaloriano di riportare il Bambino ai suoi simili almeno fino a quando il Bambino non sarà diventato adulto. Ora sono un clan di due, con il Mandaloriano che farà da padre al Bambino. IG-11 si sacrifica per eliminare gli stormtrooper e permettere così la fuga. Mando e il Bambino salutano Dune e Karga prima di seppellire Kuiil e lasciare Nevarro. Ma non è ancora finita per loro: dopo lo scontro finale, che ha visto Mando utilizzare il jetpack regalatogli dalla più antica dei Mandaloriani, una forza del male è sopravvissuta, e si è aperta un varco tra le macerie con la darksaber. Il Bambino è ancora nelle sue mire.

### Seconda stagione
Nella Seconda stagione, più precisamente nell'episodio 5, "La Jedi", il Bambino e Mando incontrano Ashoka Tano, che - comunicando con il primo attraverso la Forza - ne scopre il nome: "Grogu". Il piccolo racconta ad Ahsoka di essere cresciuto nel Tempio Jedi di Coruscant, dove ha avuto diversi Maestri Jedi a istruirlo. Alla fine della Guerre dei cloni, fu nascosto all'Impero Galattico e portato via dal Tempio da qualcuno di identità ignota, perché è qui che la memoria del piccolo si interrompe. Ahsoka, poi, racconta a Mando di aver conosciuto soltanto un altro essere come Grogu, il Maestro Yoda, Jedi che visse per più di 900 anni. Grogu, infatti, appartiene a una razza non solo estremamente longeva, ma che cresce molto lentamente, quindi pur avendo l'aspetto e la mentalità di un bambino, ha in realtà ben 50 anni. Mando, siccome Grogu ha dimostrato di poter ancora essere addestrato nelle arti dei Jedi, chiede che venga istruito, ma Ahsoka rifiuta perché avverte in Grogu l'attaccamento verso il padre adottivo e non vuole rischiare che lui viva ciò che è accaduto ad Anakin Skywalker, corrotto proprio a causa della paura di perdere coloro che amava. Poi, però, lei accetta comunque di aiutarli, consigliando loro di andare su Tython e cercarvi le rovine di un antico tempio Jedi.
Nell'episodio successivo, "La Tragedia", Grogu viene portato nel tempio indicato da Ashoka, e sull'altare nelle rovine sprigiona il suo potere, entrando in contatto con un altro Jedi, per poi essere catturato dagli imperiali di Moff Gideon quando il contatto si interrompe. Sull'incrociatore imperiale, Moff Gideon, stupito dalle abilità del bambino, gli mostra brevemente la Spada oscura (Darksaber) e lo fa addormentare in attesa di arrivare al luogo dove il suo sangue sarà prelevato dal Dottor Pershing.
Appare infine nel sedicesimo episodio, "Il Salvataggio", quando Mando arriva sull'incrociatore per salvarlo, trovandolo tenuto in ostaggio da Moff Gideon. Mando, dopo un breve scontro con l'imperiale, si ricongiunge con Grogu. Quando i quasi indistruttibili Soldati Oscuri tentano di fare breccia nella plancia, dove i due sono asserragliati con i propri alleati, un caccia X-wing della Ribellione abborda, e da esso scende un Jedi che distrugge tutti i Soldati Oscuri. Il Jedi si rivela essere Luke Skywalker, è accorso in aiuto di Grogu, essendo lui il Jedi con cui il piccolo è entrato in contatto su Tython. Il Jedi promette di occuparsi del bambino e di garantirgli un addestramento sulle vie della Forza, ma prima il piccolo vuole il permesso del padre. A malincuore, Mando accetta di salutare il figlio e, salutandolo per l'ultima volta, si toglie l'elmo davanti a tutti, promettendogli che si incontreranno di nuovo in futuro.

### The Book of Boba Fett
Il Mandaloriano Din Djarin arriva su un pacifico pianeta in visita al piccolo Grogu: scortato dal droide R2-D2 incontra la Jedi Ahsoka Tano, la quale informa che il piccolo sta bene ed è sotto l'addestramento del maestro Jedi Luke Skywalker. Tuttavia Ahsoka informa Djarin che un incontro col bambino potrebbe risultare conflittuale per il bambino stesso, a causa del loro precedente legame; non potendo consegnargli di persona il regalo forgiato dall'Armaiola, sarà Ahsoka a consegnarglielo. Djarin se ne va comprensivo, non prima di aver visto da lontano che il bambino sta bene.
Nel frattempo Luke Skywalker allena Grogu nell'uso della Forza e lo aiuta a ricordare gli eventi dell'Ordine 66, in cui è stato tratto in salvo dal Tempio dei Jedi. Dopodiché lo invita a fare una scelta: continuare la sua dottrina o rivedere il suo vecchio amico Din Djarin. Luke apre il fazzoletto donato dal Mandaloriano e vi trova una piccola armatura in beskar, successivamente apre un cofanetto e tira fuori la spada laser appartenuta al maestro Yoda. In seguito alla sua decisione Grogu potrà scegliere solo uno dei due doni.
Successivamente, la mercante Peli Motto su Tatooine, riceve la vista del piccolo Grogu, sopraggiunto a bordo dell'X-Wing di Luke Skywalker, segno del fatto di aver rifiutato l'addestramento Jedi per stare col suo amico Mandaloriano. I due giungono a nella città di Mos Espa, dove in quel momento il Mandaloriano sta aiutando Boba Fett contro gli uomini del Sindacato Pyke. La presenza di Grogu si rivela determinante per la vittoria contro i pyke, in quanto egli, grazie alla Forza, riesce a neutralizzare uno dei due super droidi Scorpenek messi in campo dal Sindacato, per poi calmare il rancor utilizzato da Boba Fett per distruggere l'altro droide.
Riunitosi col padre adottivo, i due partono sul loro nuovo veicolo.

### Terza stagione
Nella terza stagione, Grogu accompagna Din Djarin e gli altri mandaloriani alla riconquista del pianeta Mandalor. Una volta terminata la missione, al fine di permettergli di diventare un apprendista mandaloriano, Grogu viene adottato da Mando. A seguito di ciò, gli viene assegnato il nome di Din Grogu.

## Accoglienza e impatto
ll Bambino è stato accolto in modo positivo dai fan, ed è rapidamente diventato un meme di Internet e un personaggio di grande successo. Favreau ha detto che, sebbene il personaggio non sia Yoda, il soprannome di Baby Yoda è stato accolto "perché non esiste un nome per la specie Yoda" e "È il modo più semplice, più breve e più degno di hashtag per identificare quel personaggio". The Guardian ha definito Baby Yoda "Il più grande nuovo personaggio del 2019", e molti lo hanno descritto come una parte fondamentale del successo di Disney+. Business Insider considerava "la rapida ascesa di Baby Yoda alla celebrità-meme" come un elemento indicativo del successo del servizio Disney+.
Nel dicembre 2019, le opere d'arte dell'amministratore delegato della Walt Disney Company Bob Iger con il Bambino sono apparse nell'articolo della rivista Time, nominandolo il loro uomo d'affari dell'anno. Il personaggio è stato anche parodiato nell'episodio di South Park di dicembre 2019, TV Via Cavo (Basic Cable), e nell'episodio del 14 dicembre 2019 di Saturday Night Live in cui Kyle Mooney ha interpretato il ruolo del Bambino (soprannominato Baby Yoda) nel segmento di Weekend Update. Al 77° Golden Globe Awards, il conduttore Ricky Gervais ha scherzosamente scambiato Joe Pesci per "Baby Yoda".

## Merchandising
Nelle fasi precedenti l'uscita della serie TV, i dettagli sul personaggio sono stati tenuti nascosti dal marketing. Favreau ha identificato in Donald Glover la fonte di tale strategia; mentre sviluppava The Mandalorian, Favreau dirigeva contemporaneamente Glover nel remake fotorealistico de Il re leone. Glover ha detto a Favreau che ciò che piace davvero alla gente è essere sorpresi, perché la vera sorpresa è così rara al giorno d'oggi, e ha citato come esempio la pubblicazione online a sorpresa di Beyoncé del 2013 del suo omonimo album Beyoncé. Come spiegò in seguito Favreau: "Sentivo che se volevamo davvero entrare in contatto con i fan di Guerre stellari, dovevamo far loro scoprire la storia mentre si stava svolgendo. Il team di marketing e la leadership hanno sostenuto il mio istinto, e penso che abbia ripagato molto bene perché ora la gente è entusiasta di collegarsi ogni settimana per vedere cosa succede." In The Star Wars Show, Iger ha affermato che "se avessimo distribuito il progetto (prima che la serie andasse in onda), sarebbe andato a centinaia e centinaia di persone, probabilmente in tutto il mondo, e non volevamo farlo", anche se ciò significava non essere in grado di iniziare a lavorare sul merchandise del personaggio prima che fosse rivelato nell'anteprima della serie nel novembre 2019.
Iger ha ribadito che la Disney è un'azienda che non ha "deciso di raccontare una storia semplicemente perché può diventare un giocattolo o un gioco o un prodotto di consumo di qualche tipo".
Dopo la prima della serie, "Il Bambino" è diventato un personaggio emergente con più attenzione sui social media e nelle notizie di qualsiasi altro democratico in corsa per la presidenza dell'epoca. Alla fine di novembre 2019 c'era un'enorme richiesta di prodotti relativi al personaggio. L'unità di merchandising della Disney aveva iniziato a pianificare il personaggio, ma fino a quel momento aveva messo in commercio solo qualche maglietta. Anche aziende come la Hasbro avevano iniziato a lavorare su "Il Bambino", ma non sarebbero state pronte per la commercializzazione fino al 2020. Come conseguenza di queste scelte, molti prodotti senza licenza sono stati creati e venduti attraverso Internet. Il merchandising ufficiale relativo al personaggio è stato distribuito a partire dal 2020.